# 邵景堯
邵景堯（1561年—1623年），字熙臣，號芝南，浙江昌国卫（今浙江省宁波市象山县昌国）人。晚明官員。

## 生平
景堯少有才名，号“浙东十四子”。萬曆二十五年丁酉科順天鄉試第二十名舉人，萬曆二十六年（1598年）聯捷戊戌科進士，殿試名列一甲第二名（榜眼），授翰林院编修，三十一年丁憂歸。三十八年六月起升國子監司業，三十九年八月擢司经局洗马兼修撰，曾奉使出封宗藩。萬曆四十年（1612年），与谕德赵秉忠典试南畿，升左谕德兼翰林院侍讲。四十五年京察降泉州府通判，後乞歸還鄉。天啓三年（1623年）卒，

## 著作
曾參修萬曆《象山县志》十五卷，著有《邵大师诗文集》。

## 家族
曾祖邵廷蘭。祖邵思。父邵招贤。